# Gavião Negro
Gavião Negro (no original em inglês:  Hawkman) é um super-herói da DC Comics. Criado por Gardner Fox e o pelo artista Dennis Neville (embora que o artista Joe Kubert fosse famoso por desenhar as primeiras aventuras do herói), o Gavião Negro original teve a sua estreia em Flash Comics #1, publicada pela All-American Publications em 1940.

## História da publicação
O Gavião Negro apareceu pela primeira vez na Flash Comics #1 (1940) e foi um dos principais personagens do título durante os anos de 1940. Este Gavião Negro era Carter Hall, um arqueólogo que descobrira que era uma reencarnação de um nobre do Antigo Egito, o Príncipe Khufu. Hall descobriu que o misterioso "metal enésimo" que ao ser moldado no cinto, desafiava os efeitos da gravidade permitindo que ele voasse. Ele confeccionou um uniforme com enormes asas emplumadas para ajudar a estabilizar o voo e começou a combater o crime com a identidade secreta de "Gavião Negro". Ele tinha também um companheiro falcão chamado Big Red que o ajudava a combater o crime.

Gavião Negro da Era de Ouro na Flash Comics # 71 (Maio de 1946). Arte de Joe Kubert.

Gavião Negro era membro fundador da Sociedade da Justiça da América, começando na All Star Comics #3 (Inverno de 1940). Na edição #8, ele se tornou o presidente da SJA, posição que ficaria até a edição final da SJA na All Star Comics. Ele era o único membro da SJA a aparecer em todas as aventuras durante a Era de Ouro dos Quadrinhos. Sua namorada Shiera Sanders, que era reencarnação da sua amada egípcia, fez parceria com ele no combate ao crime como "Moça Gavião" (ou "Mulher-Gavião"). Suas três primeiras aventuras foram desenhadas pelo criador Dennis Neville, em seguida por Sheldon Moldoff e depois por Joe Kubert, que redesenhou um pouco da máscara na Flash Comics #85 (Julho de 1947), um ano mais tarde, substitui a máscara de falcão alado em Flash Comics #98 (Agosto de 1948).
Tal como a maioria dos outros super-heróis, as aventuras do Gavião Negro da Era de Ouro chegaram ao fim quando a indústria afastou-se do gênero no início da década de 1950. Sua última aparição foi em All Star Comics #57 (1951).
Na década seguinte a DC Comics, através do editor Julius Schwartz, decidiu revitalizar alguns heróis em novas versões, só que mantendo os mesmos nomes e poderes. Depois do sucesso do Flash e do Lanterna Verde, o Gavião Negro foi revivido em The Brave and the Bold # 34 (Fev–Mar de 1961), desta vez como um policial alienígena do planeta Thanagar, tendo em grande parte os mesmos poderes. Criado por Gardner Fox e Joe Kubert, este Gavião Negro, Katar Hol, veio à Terra com sua esposa Shayera em busca de um criminoso e resolveu permanecer aqui para estudar métodos da polícia terrestre e combater o crime. Eles adotaram os nomes, Carter e Shiera Hall, e se tornaram curadores de um museu em Midway City.
Este Gavião Negro tornou-se membro da Liga da Justiça da América na edição #31, onde muitas vezes brigava como o liberal iconoclasta Arqueiro Verde. Na década de 60 foi mostrado que o Gavião Negro original vivia na terra paralela chamada Terra-Dois e que Katar Hol morava na Terra-Um. A LJA e a SJA tiveram reuniões anuais ao longo dos anos de 1960 e 1970, ocasião essa que os dois heróis muitas vezes se encontravam.

Gavião Negro e Mulher-Gavião da Era de Ouro na Hawkman # 3 (Agosto–Setembro de 1964). Arte de Murphy Anderson.

O Gavião Negro da Era de Prata teve sua própria série por alguns anos na década de 60, mas devido ao declínio nas vendas terminou na edição #27 e foi unida com a do Eléktron. Atom and Hawkman durou apenas mais um ano até ser cancelada.
No final dos anos 70, na Showcase e World's Finest Comics, Thanagar entrou em guerra contra o planeta Rann, lar adotivo de Adam Strange. Isso levou o Gavião Negro e a Mulher-Gavião a romper os laços com seu mundo natal, para mais tarde, lutarem em The Shadow War of Hawkman (escrita por Tony Isabella) quando Thanagar tentou conquistar secretamente a Terra.
Após a série histórica de 1985, Crisis on Infinite Earths trouxe uma revisão maciça na continuidade de muitos personagens da DC, o que levou a serem substancialmente reescritos, enquanto outros foram apagados da existência. Em relação ao Gavião Negro que em vez de ter sua biografia reordenada, acabou sendo esquecido, o resultado foi uma confusão ainda maior entre suas várias versões. Na nova linha do tempo revisada, havia uma única Terra que teve a SJA nos anos 40 e a LJA nos anos seguintes. Revisões posteriores tentaram determinar exatamente quem era o Gavião Negro e a Mulher-Gavião nos diferentes períodos. Nos primeiros anos, as versões Pré-Crise ainda foram usadas e desempenharam papel de destaque em todo o Universo DC e se juntaram à versão mais recente da Liga da Justiça.
A DC decidiu reiniciar completamente a continuidade do Gavião Negro através da minissérie (que mais tarde levaria a uma série regular de John Ostrander e Grant Miehm) intitulada Hawkworld originalmente de Tim Truman e depois por John Ostrander. Na minissérie, Thanagar era uma sociedade estratificada que conquistava outros mundos com o intuito de enriquecer. Katar Hol era filho de um oficial proeminente que se rebelou contra o status quo. Ele e sua parceira Shayera foram enviados para a Terra onde permaneceram por vários anos, até que Hol foi morto.
Isso causou vários erros de continuidade. Porque o novo Katar Hol acabara de chegar na Terra e outra pessoa deveria ter sido o Gavião Negro anteriormente. Na tentativa de resolver o problema, foi estabelecido através de retcons que o Gavião Negro e a Mulher-Gavião da Era de Ouro tinham continuado a operar esporadicamente após a suposta aposentadoria em 1951 e que o metal enésimo era originário de Thanagar. Os Halls e não os Hols, uniram-se à versão atual da LJA. Outro Gavião Negro – Fel Andar, um agente Thanagariano – tinha sido o único que se juntou a Liga da Justiça durante a década de 80, fingindo ser um herói, mas espionando secretamente a Liga para seus mestres Thanagarianos.
Durante a minissérie Zero Hora confundiu ainda mais quando fundiu os diferentes Gaviões Negros (Carter Hall e Katar Hol) em um "Deus Gavião", que foi o personagem central do terceiro volume da série mensal Hawkman. Esta versão do Gavião Negro também teve pequeno papel na série de futuro alternativo Kingdom Come. Após o final desta série, a continuidade do Gavião Negro ficou ainda mais complicada.
No final dos anos 90, a série SJA tratou da continuidade de Hawkman, estabelecendo-o como Carter Hall, um homem que – junto com Shiera – tinha reencarnado dezenas de vezes desde sua vida no antigo Egito e cujos poderes derivavam do metal Thanagariano Nth, que foi renomeado retroativamente para "nono metal". O Katar Hol da série Hawkworld também veio para a Terra durante a década de 90, conforme estabelecido anteriormente. O Gavião Negro dos anos 80, Fel Andar, voltou a Thanagar.
Durante a minissérie Identity Crisis, estabeleceu-se que Carter Hall teria promovido a morte do Doutor Luz (ele foi o primeiro a sugerir a ideia) e seu papel nesse incidente foi o ponto central para sua inimizade com o Arqueiro Verde.
Posteriormente, o Gavião Negro foi reencarnado e recebeu uma nova série em 2002 intitulada Hawkman Volume 4, escrita inicialmente por James Robinson e Geoff Johns, com arte de Rags Morales. Justin Gray e Jimmy Palmiotti assumiram os roteiros durante o terceiro ano da série. Em 2006, a série foi re-intitulada para Hawkgirl com a edição #50 e recebeu uma nova equipe criativa com Walt Simonson e Howard Chaykin. Esta série foi cancelada na edição #66 em Julho de 2007.
Gavião Negro foi personagem importante na minissérie Rann-Thanagar War, que resultou nos eventos de Countdown to Infinite Crisis.

## Origens
Devido a curiosas falhas de continuidade, há certas divergencias do personagem ao longo dos anos. Anteriormente a Crise nas Infinitas Terras, houve na Terra 2, nos anos 40, Carter Hall, terrestre, encarnação de Quéops; não havia qualquer menção a Thanagar em suas origens. Na Terra 1, nos anos 60, começou a carreira o Katar Hol, thanagariano, policial intergalático, e visto em episódios de Superamigos. Após Crise nas Infinitas Terras, as Terras Paralelas foram extintas, de modo que os dois Gaviões habitam o mesmo universo. A história dos Gaviões ficou assim:

## Gavião Negro I (Carter Hall)
Carter Hall era um arqueólogo que encontrou durante uma expedição a tumba do príncipe egípcio Quéops e, dentro dela, um cinturão que podia anular a gravidade. Ao tocá-lo, Carter teve uma visão e descobriu sua origem. Há muitos anos, uma espaçonave do planeta Thanagar caiu na Terra e foi encontrada por Quéops e sua amada, a princesa Chay-Ara. Acreditando ser um presente dos Deuses, Quéops e Chay-Ara usaram o metal que revestia a nave, chamado por eles de "Metal Enésimo", para forjar dois cinturões antigravitacionais, uma adaga e uma manopla. Pouco depois, eles foram mortos por um feiticeiro chamado Hath-Set, com a própria adaga. Em seu leito de morte, eles juraram que iriam se encontrar e se apaixonar em todas as suas reencarnações, enquanto Hath-Set, que foi sentenciado à morte por seus crimes, culpou o casal por seu destino e jurou que sempre iria destruí-los em todas as suas encarnações. O Metal Enésimo cumpriu ambas as promessas e o três reencarnaram diversas vezes até chegar à época de Carter.
Surpreso, ele roubou o cinturão, que era seu de direito, criou um par de asas artificais para ajudá-lo a estabilizar o voo e reuniu um arsenal de armas medievais que ele usou para combater o crime em Midway City como o Gavião Negro, aceitando um emprego como curador do museu local para ocultar suas atividades. Lá, ele conheceu a secretária Shiera Sanders, que ele reconheceu como a reencarnação de Chay-Ara. Os dois se apaixonaram e ele encontrou o cinturão dela, criando para ela um par de asas artificais como as suas. Shiera então tornou-se a Mulher-Gavião.
Carter e Shiera eventualmente juntaram-se à Sociedade da Justiça da América, que Carter liderou durante anos. Quando a equipe foi forçada a debandar pelo Senado Americano graças às manipulações de Vandal Savage, em 1951, Carter e Shiera dedicaram-se a estudar o Metal Enésimo e descobriram que seu amigo Perry Carter era, na verdade, um espião Thanagariano chamado Paran Katar, enviado à Terra para recuperar o Metal Enésimo.
Anos depois, os Gaviões juntaram-se à Liga da Justiça da América; descobriram Feithera, uma cidade perdida na Indonésia, habitada por homens e mulheres com asas; acolheram o jovem Feitherano Norda Cantrell como seu afilhado, o super-herói Bóreas; e tiveram um filho, Hector, que, devido à maldição de Hath-Seth, nasceu sem alma e foi possuído por um espírito maligno, o Escaravelho de Prata, que o usou contra seus pais. Pouco depois, os dois foram enviados ao Limbo ao lado dos outros membros-fundadores da SJA e só retornaram durante a Zero Hora, quando Carter e Shiera fundiram-se a Katar Hol e os três tornaram-se o Deus-Gavião, que eventualmente enlouqueceu e foi enviado para outra dimensão, onde morreu.
Enquanto a alma de Shiera reencarnou como Kendra Saunders, a alma de Carter foi capturada por um culto Thanagariano que o reviveu com as memórias de todas as suas encarnações anteriores em Thanagar para ajudá-los a salvar o planeta de Omnimar Synn, o Devorador de Pecados. Carter recebeu a ajuda da Sociedade da Justiça para isso, e, com Synn derrotado, ele voltou para a Terra, onde teve uma relação de amor e ódio com Kendra, que recusava-se a aceitar que estava destinada a apaixonar-se por ele, e liderou a SJA por um breve período. Ele transformou a cidade de St. Roach, em Louisiana, na sua nova base de operações e, quando Kendra deixou a SJA e juntou-se à LJA, onde teve um relacionamento com Roy Harper, o Arqueiro Vermelho, Carter retornou a Thanagar para ajudar seus habitantes a reconstruir o planeta após a guerra com Rann e onde ele teve um romance com Karen Starr, a Poderosa.
Ele voltou à Terra após a Crise Infinita e retornou à SJA. Quando o Velho Deus Gog decidiu mudar o mundo, Carter liderou uma facção da equipe que acreditava que o ser tinha boas intenções e foi contra seus velhos companheiros. Porém, quando Gog revelou sua verdadeira natureza, Carter ajudou seus amigos a derrotá-lo. Em seguida, ele foi afastado do grupo por suas ações.

## Gavião Negro II (Fel Andar)
O grande problema com o Gavião Negro da Era de Prata foi falhas de continuidade que levaram roteiristas a alterar sua origem, tornando-o um vilão.
Fel Andar era um espião Thanagariano enviado à Terra para abrir caminho para uma invasão Thanagariana ao planeta. Aqui, ele adotou a identidade de Carter Hall Jr., e afirmava ser filho de Carter e Shiera Hall, o Gavião Negro e a Mulher-Gavião originais, e se apaixonou por uma policial terráquea chamada Sharon Parker, que tornou-se a segunda Mulher-Gavião e com quem ele teve um filho, Charley Parker, que viria a se tornar o Águia Dourada. Eles juntaram-se à Liga da Justiça da América, onde agiram por muito tempo.
Quando a invasão finalmente aconteceu, Andar foi forçado a matar Sharon, que havia descoberto a sua verdadeira identidade, e retornou a Thanagar, onde foi sentenciado à prisão perpétua por falhar em sabotar as defesas da Terra. Ele foi morto pela Tamaraniana Estrela Negra durante a Guerra Rann/Thanagar, enquanto tentava ajudar Carter Hall a salvar o planeta.

## Gavião Negro III (Katar Hol)
Katar Hol era filho de Paran Katar, um espião Thanagariano que foi enviado à Terra para recuperar o Metal Enésimo que havia caído no Egito muitos anos antes e assumiu a identidade de Perry Carter, amigo de Carter e Shiera Hall, o Gavião Negro e a Mulher-Gavião. Ele se apaixonou por uma índia Cherokee com quem teve um filho, Katar. Ele retornou ao seu planeta natal após reproduzir o Metal Enésimo, que foi usado para criar a Polícia Alada do planeta. Tanto Paran quanto Katar entraram para a Polícia Alada.
Muitos anos depois, Katar, já adulto, foi viciado em drogas por seu comandante, Byth, e forçado a matar seu próprio pai, que estava ajudando os oprimidos habitantes da Zona Baixa de Thanagar a conseguir comida e remédios. Pelo crime, Katar foi enviado à Ilha de Chance, onde ficou preso por 10 anos antes de escapar com a ajuda de dois prisioneiros. Percebendo que a escravização e mineração de outros planetas pelos governantes de Thanagar era errado, Katar ajudou sua substituta, a oficial Shayera Thal, a capturar Byth, que havia adquirido o poder de mudar de forma, e em seguida abandonou a Polícia Alada para tornar-se um historiador.
Ele foi convencido a vir à Terra ao lado de Shayera para tornar-se um embaixador de Thanagar após o fracasso da invasão planejada pelos governantes do planeta. Aqui, ele juntou-se à Liga da Justiça, mas seu relacionamento com Shayera não funcionou e ela voltou para Thanagar, abandonando Katar.
Pouco depois, ele conheceu Carter e Shayera e também sua mãe, que se chamava Naomi. Durante a Zero Hora, Carter, Shayera e Katar mesclaram-se em um único ser, o Deus-Gavião, que eventualmente enlouqueceu e morreu em outra dimensão.

## Águia Dourada (Charley Parker)
Charley Parker era filho do espião Thanagariano Fel Andar e a policial terráquea Sharon Parker. Após a morte da mãe e a prisão do pai, ele viveu em vários lares adotivos até completar 16 anos, quando tornou-se traficante de drogas e ficou rico. Porém, ao chegar aos 18 anos, ele foi demitido por seu provedor, pois não podia mais ser julgado como menor caso fosse capturado, e perdeu tudo. Considerando suicídio, ele foi encontrado por Carter Hall, o primeiro Gavião Negro, que lhe deu um emprego no Museu de Midway City e, mais tarde, revelou sua verdadeira identidade ao jovem e lhe deu uma armadura Thanagariana encontrada por Adam Strange, com a qual Parker tornou-se o Águia Dourada e entrou para os Novos Titãs. Após a equipe debandar, Parker tornou-se um mercenário e, durante uma missão encomendada pelo Exterminador para localizar alguns Titãs desaparecidos, ele foi morto pela Sociedade Gnu.
Porém, ele reviveu alguns meses depois graças ao Metal Enésimo de sua armadura e assumiu a identidade do Gavião Negro quando Carter foi aparentemente morto em batalha. Ele convidou Kendra Saunders para ser sua Mulher-Gavião, mas ela recusou e ele, furioso, a espancou e preparou-se para matá-la, quando Carter, que não havia morrido, retornou e o derrotou. Durante a luta, foi revelado que Parker havia engendrado uma conspiração para matar Carter como vingança pela prisão de seu pai e foi enviado para ser julgado em Thanagar. Ele também perdeu um olho durante a luta.
No planeta, ele recebeu o perdão e tornou-se capitão das forças Thanagarianas contra o planeta Rann, usando um olho mecânico. Durante a guerra, ele reuniu-se com seu pai, que pediu que ele fizesse apenas o que era certo e não fosse cegado pela vingança e a lealdade extrema a nenhuma facção. Pouco depois, Fel Andar foi morto pela Estrela Negra e Parker honrou seu pedido, salvando Kendra do Omnimar Synn, o Devorador de Pecados. Em seguida, ele decidiu continuar em Thanagar como integrante da Polícia Alada.

## Poderes
O primeiro Gavião Negro, Carter Hall, pode falar e entender a linguagem dos pássaros, ao menos nas histórias da Era de Ouro. Ele também enxerga muito longe (visão telescópica) assim como os gaviões comuns. Ele possui um cinturão feito de Metal Enésimo que diminui o peso do usuário e objetos que ele segura, e confere grande resistência. As asas, quando em conjunto com o cinto, dão a habilidade de voar e garantem proteção extra. O Gavião possui e é mestre em um arsenal de armas medievais como espadas, lanças, clavas e escudos (carrega preferivelmente uma clava).
O segundo Gavião Negro, Fel Andar, possui os mesmos poderes e armas que o primeiro.
O terceiro Gavião Negro, Katar Hol, possui asas mecânicas, um traje de combate Thanagariano que lhe confere proteção e aumenta sua força e um arsenal de armas alienígenas.
O quarto Gavião Negro, Charley Parker, possui uma armadura Thanagariana feita de Metal Enésimo que pode voar, lhe confere superforça e invulnerabilidade, e pode disparar projéteis e rajadas de energia graças a mecanismos de defesa embutidos. Ele também possui um olho mecânico que pode enxergar em grandes distâncias.

## Edições encadernadas
- Carter Hall
  - Golden Age Hawkman Archives Vol. 1 (Histórias do Hawkman na Flash Comics #1–22)
  - Blackest Night: Rise of the Black Lanterns (Atom & Hawkman #46)
  - Hawkman Vol. 1 Endless Flight (Coletando Hawkman Vol.4 #1–6 e Hawkman Secret Files #1)
  - Hawkman Vol. 2 Enemies & Allies (Coletando Hawkman Vol.4 #7–12)
  - Hawkman Vol. 3 Wings of Fury (Coletando Hawkman Vol.4  #15–22)
  - JSA: Black Reign (Coletando Hawkman Vol.4 #23–25 e JSA #56–58)
  - DC Comics Presents: Brightest Day #1 (Coletando Hawkman Vol.4 #27, 34 e 36)
  - Hawkman Vol. 4 Rise of the Golden Eagle (Coletando Hawkman Vol.4 #37–45)
  - The Hawkman Omnibus Vol. 1 (Hawkman Vol. 4 #1–25, Hawkman Secret Files #1 JSA #56–58)
- Kator Hol
  - Hawkman Archives Vol. 1 (The Brave and the Bold  #34–36, 42–44; Mystery in Space #87–90)
  - Hawkman Archives Vol. 2 (Hawkman #1–8)
  - Showcase Presents: Hawkman Vol. 1 (The Brave and the Bold  #34–36, 42–44, & 51, The Atom #7, Mystery in Space #87–90; Hawkman Vol. 1 #1–11)
  - Showcase Presents: Hawkman  Vol. 2 (Hawkman Vol. 1 #12–27,The Atom #31, The Atom and Hawkman #39–45, The Brave and the Bold Vol.1 #70)
  - The Savage Hawkman Vol. 1: Darkness Rising (Coletando The Savage Hawkman #1–8)
  - The Savage Hawkman Vol. 2: Wanted (Coletando The Savage Hawkman #0, #9–20)

## Superamigos
Quando o desenho dos Superamigos foi exibido no Brasil, Gavião Negro (Hawkman em inglês, tradução: Homem-Gavião) foi chamado de Homem-Águia.